# Bibbona
Bibbona is een gemeente in de Italiaanse provincie Livorno (regio Toscane) en telt 3091 inwoners (31-12-2004). De oppervlakte bedraagt 65,6 km², de bevolkingsdichtheid is 47 inwoners per km².
De volgende frazioni maken deel uit van de gemeente: La California, Marina di Bibbona.

## Demografie
Bibbona telt ongeveer 1253 huishoudens. Het aantal inwoners steeg in de periode 1991-2001 met 9,2% volgens cijfers uit de tienjaarlijkse volkstellingen van ISTAT.
| Jaar | Inwoneraantal |
| ---- | ------------- |
| 1991 | 2793          |
| 2001 | 3051          |

## Geografie
De gemeente ligt op ongeveer 80 meter boven zeeniveau.
Bibbona grenst aan de volgende gemeenten: Casale Marittimo (PI), Castagneto Carducci, Cecina, Guardistallo (PI), Montecatini Val di Cecina (PI), Monteverdi Marittimo (PI).

## Externe link

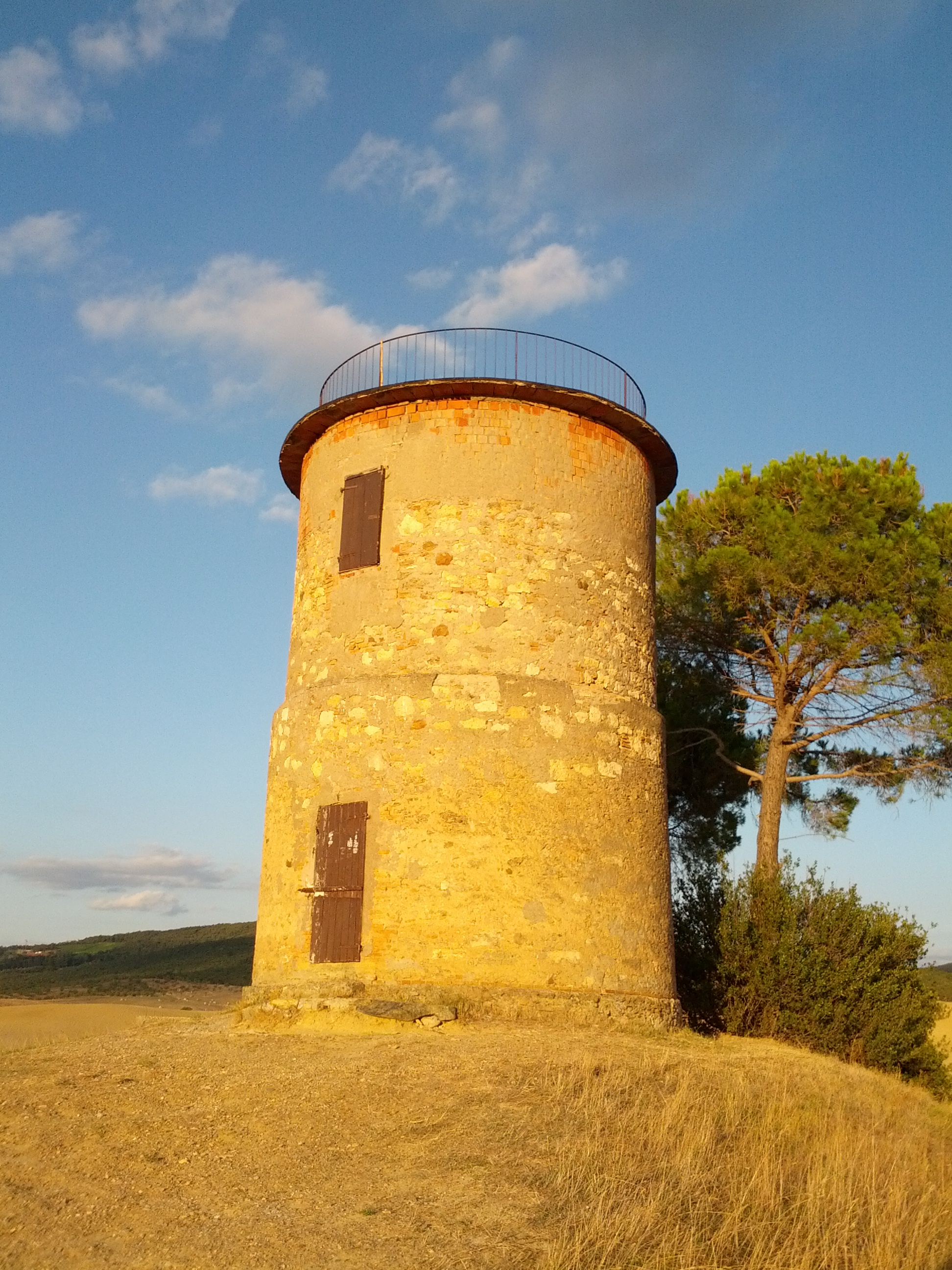
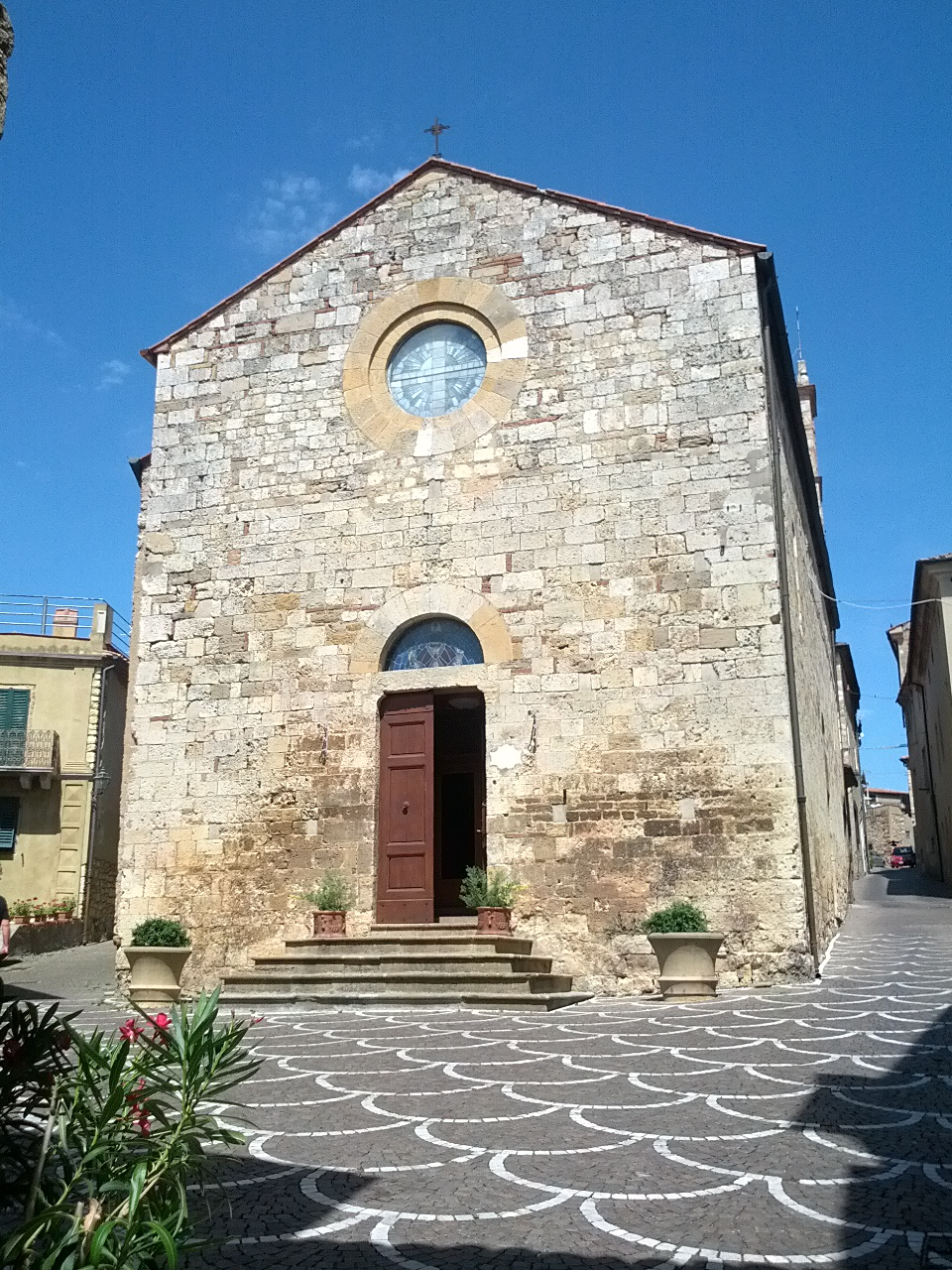
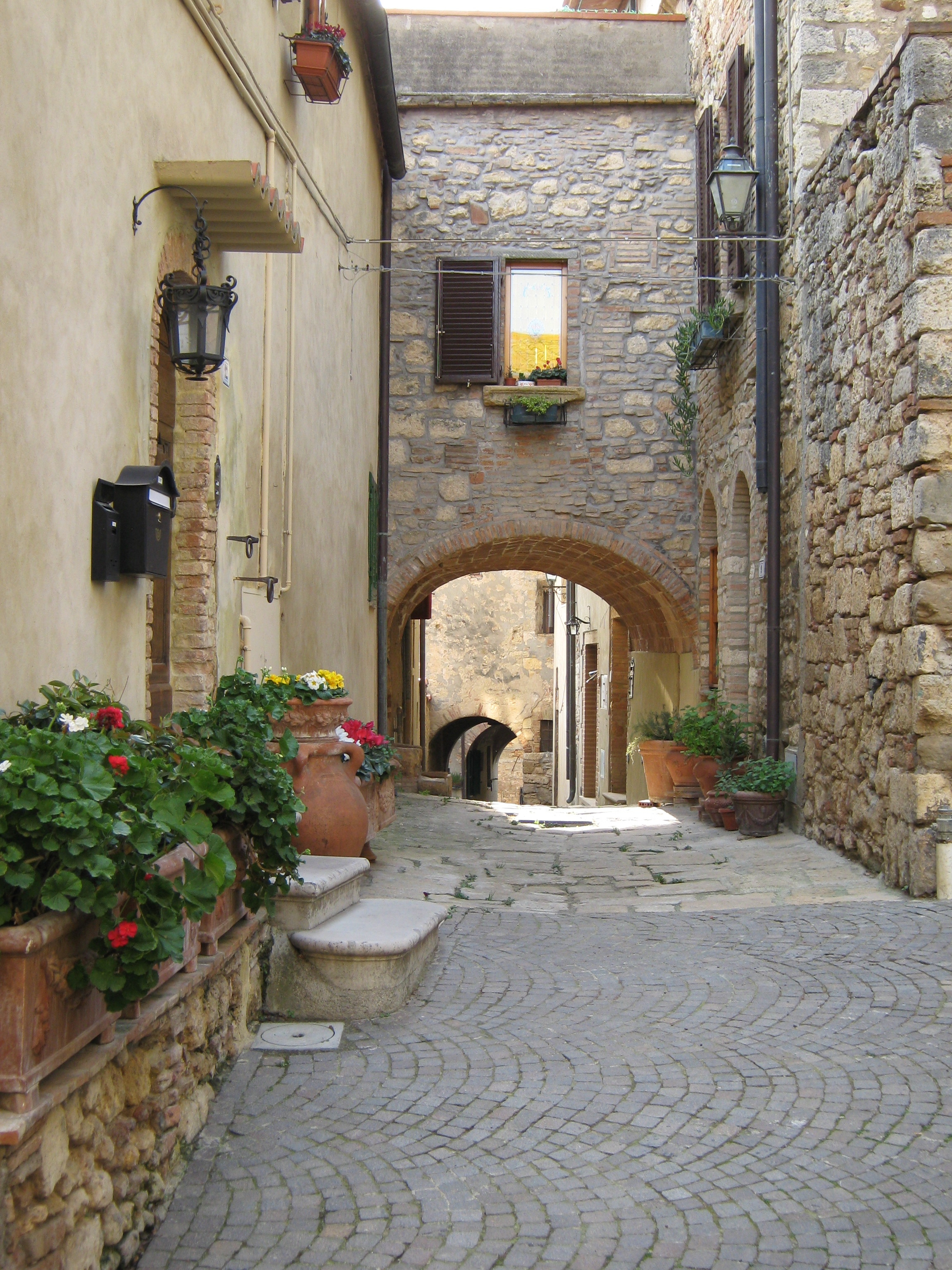
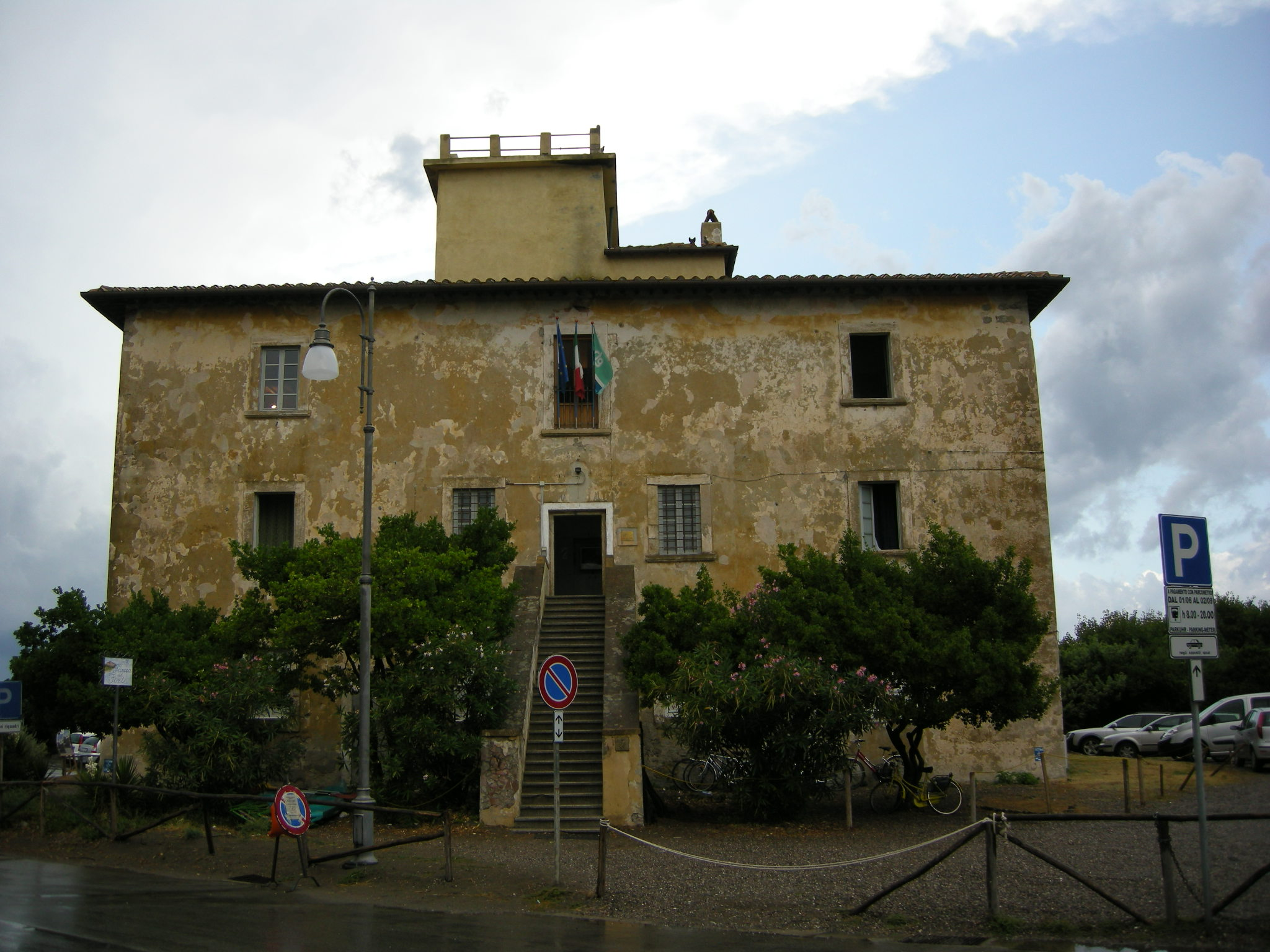
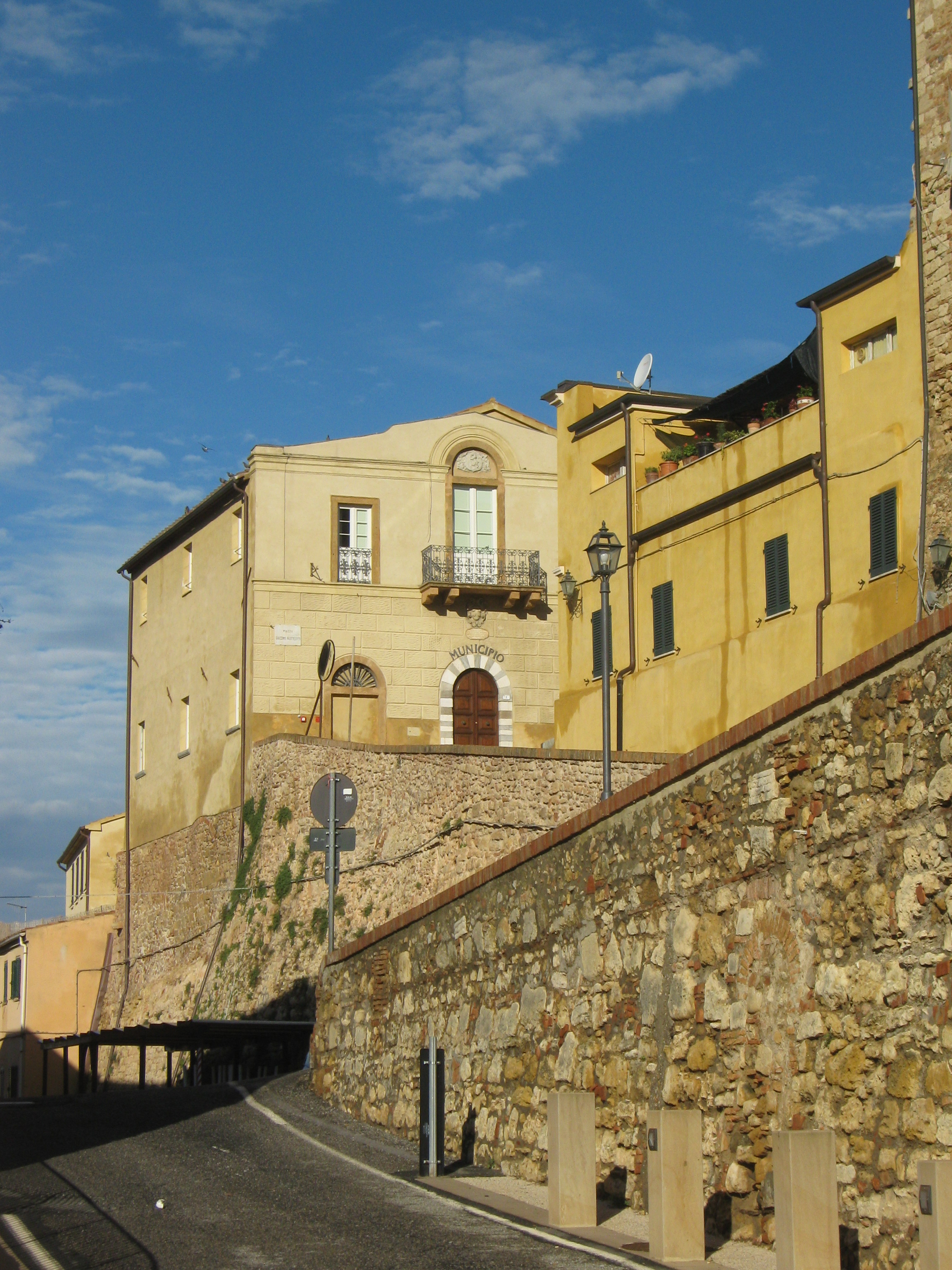